# جائزة الأوسكار لأفضل فلم رسوم متحركة قصير
أفضل فيلم رسوم متحركة قصير(بالإنجليزية: Academy Award for Best Animated Short Film) هي جائزة تمنح منذ سنة لافضل أفلام الرسوم المتحركة القصيرة في الولايات المتحدة.بدءت هذا الفئة في عام 1932.